# Боврон ан Ож
Боврон ан Ож (фр. Beuvron-en-Auge) насеље је и општина у северној Француској у региону Доња Нормандија, у департману Калвадос која припада префектури Лисје.
По подацима из 2011. године у општини је живело 240 становника, а густина насељености је износила 24,79 становника/km². Општина се простире на површини од 9,68 km². Налази се на средњој надморској висини од 10 метара (максималној 143 m, а минималној 3 m).

## Демографија
| 1962. | 1968. | 1975. | 1982. | 1990. | 1999. | 2011. |
| ----- | ----- | ----- | ----- | ----- | ----- | ----- |
| 297   | 338   | 313   | 276   | 274   | 233   | 240   |

График промене броја становника у току последњих година